# Peter Plaugborg
Peter Plaugborg (Ølgod, Municipio de Varde; 12 de abril de 1980) es un actor danés. Conocido por haber interpretado al hermano de Nick en Submarino (2010) y en Poul Brink en El idealista (2015).

## Vida y obra
Plaugborg comenzó en cine de animación, y se graduó en la Escuela de actuación del Teatro Odense en el año 2007. Desde entonces, ha continuado en el teatro durante varias temporadas, aunque también ha tenido papeles en El Teatro Real y Grønnegårdsteatret.

## Filmografía
- Flame y Citron (2008) -
- Submarino (2010) - Nicks Lillebror
- La Hermandad (2010) -- El Sargento
- La libertad en el juicio (2010) -- Original
- El Cuidador (2012) -- Carsten
- Misericordia (2013) -- Lasse
- El Milagro (2014) -- Erik
- Skammerens hija (2015) -- Drakan
- La Caza (2015) -- Poul Borde
- En sus manos (2015) -- Niels

### Serie de TV
- Normansland 2013 -- Cristiano
- Álbum (2008)
- El castillo - 2.ª temporada (2013)
- 1864 (2014) - Como el Sargento Jespersen
- Sepándonos Juntos como protagonista